# Tina Parri
Tina Parri, también conocida bajo el nombre artístico de Fregolina, fue una transformista italiana e imitadora de Leopoldo Fregoli activa durante el siglo XX, quien desarrolló buena parte de su carrera en España.

## Biografía
Tina comenzó su carrera como imitadora infantil, comenzando a actuar cuando era una niña, y entre 1908 y 1909 realizó una gira por multitud de teatros de toda España. En 1908 actuó en el ya derribado Teatro Pignatelli, que se encontraba situado en el Paseo de la Independencia de la ciudad de Zaragoza. Ese mismo año actuó en el Teatro Lara de Madrid, y en 1909 actuó en el Teatre Còmic de Barcelona.
En estos espectáculos, y siguiendo el estilo de Leopoldo Fregoli, interpretaba a varios personajes a través de rápidos cambios de vestuario, interpretando un total de cuatro: un cochero, una señora y dos militares. Así mismo interpretaba canciones de moda y tocaba varios instrumentos durante sus actuaciones.
La noche del 3 de diciembre de 1912 la policía de Barcelona llevó a cabo una enorme redada policial, con el objetivo de perseguir la pornografía y otras actividades prohibidas. La redada se llevó a cabo principalmente en locales en los que trabajaran mujeres como camareras, deteniendo a un total de 72 mujeres que tenían lo que se consideraba como una «vida airada». Tina Parri fue una de las mujeres detenidas, quien además fue llevada a juicio junto a la dueña del local de cabaret en el que actuaba, Antonia Cachavera, después de que esta se negara a pagar la multa de 100 pesetas impuesta por los agentes.